# Zaunrüben-Marienkäfer

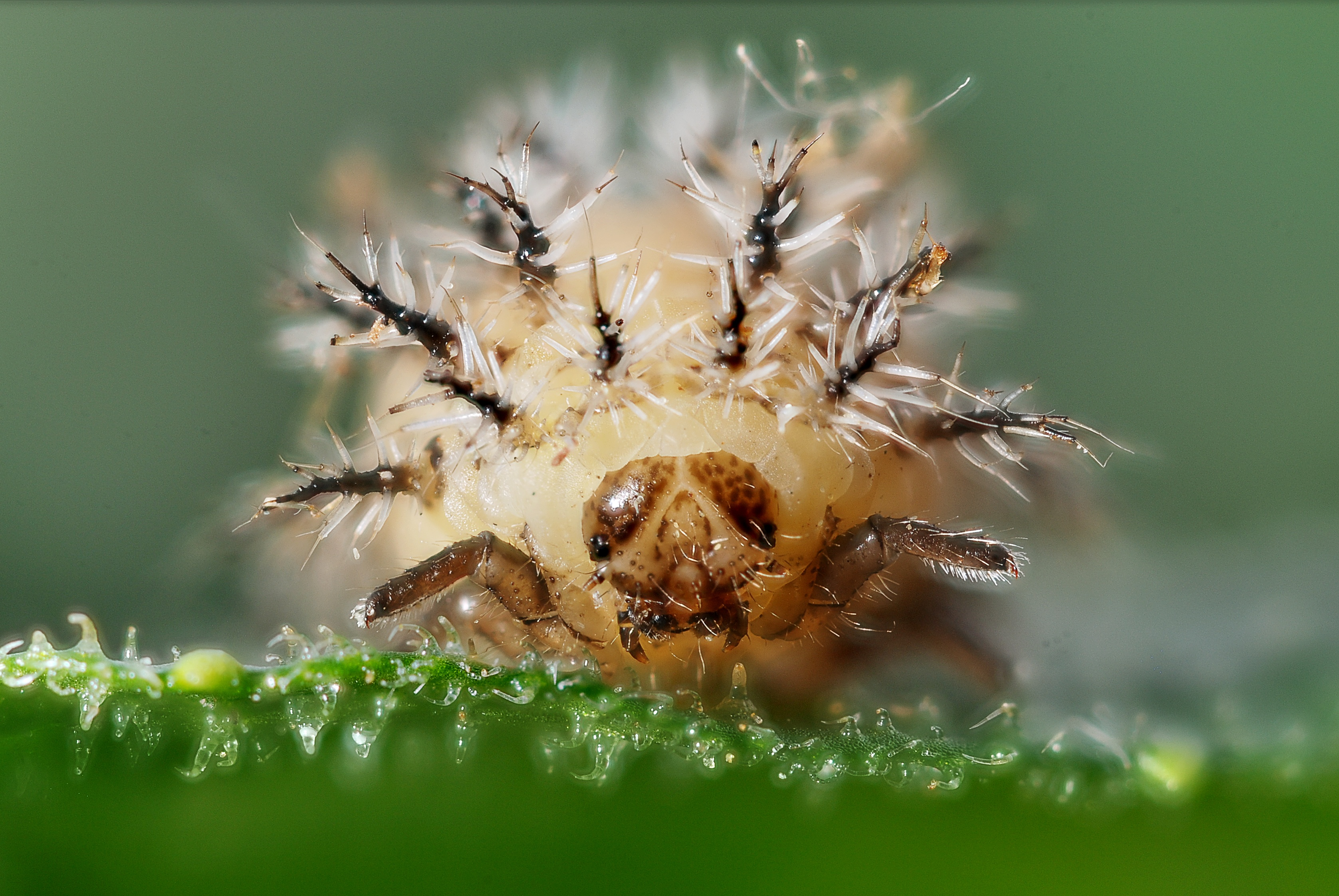
Frontalansicht der Larve

Der Zaunrüben-Marienkäfer (Henosepilachna argus) ist ein Käfer aus der Familie der Marienkäfer (Coccinellidae).

## Beschreibung
Die Käfer werden sechs bis acht Millimeter lang. Die rundlichen Deckflügel sind stark gewölbt. Ihr Körper ist von Kopf bis Fuß komplett orange bis orangerot und hat 12 schwarze, scharf abgegrenzte Punkte auf den Deckflügeln. Die an den Flügeln zusammenstoßenden Schildchenflecke bilden einen Doppelfleck, weshalb er fälschlich manchmal als Elfpunkt-Marienkäfer bezeichnet wurde.
Die Deckflügel sind mit feinen, kurzen Härchen dicht bedeckt, die aber mit freiem Auge kaum zu erkennen sind. Durch diese Behaarung erscheint die Oberfläche des Zaunrüben-Marienkäfers matt, während sie bei ähnlichen Arten glatt und glänzend ist. 

## Vorkommen
Der Zaunrüben-Marienkäfer ist in Nordafrika, Kleinasien und Europa verbreitet. Er kommt in Mitteleuropa nur in den Wärmegebieten vor. In Deutschland ist er auf die südwestlichen Bundesländer beschränkt. Sein Ausbreitungsgebiet nahm in den vergangenen Jahrzehnten nach Norden hin zu. Auch in Nordfrankreich bis an den Ärmelkanal und in den östlichen Provinzen Belgiens wurde er anlässlich einer Inventarisierung der Arten im Jahr 2007 registriert. Als Ursache für die Ausbreitung wird die Klimaveränderung in Betracht gezogen. In Großbritannien trat er erst im ersten Jahrzehnt des 21. Jahrhunderts auf. Wahrscheinlich wurde er mit Kulturpflanzen dort eingeschleppt.
Die Käfer leben vor allem auf Zaunrüben (Bryonia) und anderen  Kürbisgewächsen wie Melonen, von deren Blättern sie sich ernähren. Sie sind auch in der Nähe der Areale ihrer Wirtspflanzen auf Hecken, Brachland, Waldlichtungen und fallweise sogar in den Dünen zu finden. 

## Lebensweise

### Nahrung
Der Zaunrüben-Marienkäfer gehört zu den Marienkäfern, die sich nicht von Blattläusen oder anderen Insekten ernähren, sondern auf pflanzliche Nahrung spezialisiert sind. Die Käfer fressen die Blätter von Kürbisgewächsen bis auf die Blattadern, die Larven ernähren sich nur von der obersten Schicht der Blätter. In Mitteleuropa bis ins nordwestliche Europa sind sie vor allem auf der Rotfrüchtigen und der Weißen Zaunrübe zu finden, im Süden auf den Blättern verschiedener Melonen-Arten.

### Fortpflanzung
Die Zaunrüben-Marienkäfer erscheinen im Frühjahr und sind bis zum Ende des Sommers aktiv. Ihr Lebenszyklus ist mit dem ihrer Wirtspflanzen synchronisiert. Dann überwintern die Käfer. Sie paaren sich im Frühjahr. Die gelb gefärbten Eier werden auf der Unterseite der Blätter der Wirtspflanzen abgelegt. Die Eier des Zaunrüben-Marienkäfers nehmen wegen ihrer Form eine Sonderstellung ein. Sie sind in eine kegelförmige Spitze ausgezogen. Wie alle Eier der Unterfamilie Epilachninae weisen sie eine besondere Oberflächenstruktur (Chorionskulptur) auf. Die Larven schlüpfen nach rund 12 bis 14 Tagen.